# 威利·佩里
小威利·佩里（英語：Willie Perry, Jr.，1965年—2023年8月7日），暱稱Mr. C. The Slide Man或DJ Casper，美國芝加哥著名DJ。他的名曲"Cha Cha Slide"曾奪得英國細碟榜的冠軍。

## 作品列表

### 單曲
- 2004年 "Cha Cha Slide" (英國細碟榜冠軍一星期，並留在榜上18星期)
- 2004年 "Oops Upside Your Head" (英國細碟榜第16位)

## 外部連結
- DJ Casper的Cha Cha Slide的歌詞